# Anguilcourt-le-Sart
 Anguilcourt-le-Sart  ist eine französische Gemeinde mit 281 Einwohnern (Stand 1. Januar 2022) im Département Aisne in der Region Hauts-de-France; sie gehört zum Arrondissement Laon und zum Kanton Tergnier. Die Bewohner werden Anguilcourtois und Anguilcourtoises genannt.

## Lage
Die Gemeinde Anguilcourt-le-Sart liegt an der Serre, kurz vor deren Mündung in die Oise. Die Autoroute A26 durchquert das Gemeindegebiet im Nordosten, begleitet von neun Windkraftanlagen als Teil eines interkommunalen Windparks. Nachbargemeinden von Anguilcourt-le-Sart sind Brissay-Choigny im Norden, Renansart im Nordosten, Nouvion-le-Comte im Osten, Courbes im Südosten, Versigny im Süden, Danizy im Südwesten, Achery im Westen sowie Mayot im Nordwesten.

## Geschichte
Die Gemeinde entstand zwischen 1785 und 1790 durch Zusammenlegung der Orte Anguilcourt und Le Sart.
Am 19. Mai 1983 wurden 41 Stahlfässer mit dem Giftmüll aus dem Sevesounglück, die seit September 1982 vermisst wurden, in einem ehemaligen Schlachthof in Anguilcourt-le-Sart gefunden. Sie wurden kurz darauf zum Truppenübungsplatz Sissonne und schließlich in die Schweiz gebracht.

## Bevölkerungsentwicklung
| Jahr      | 1962 | 1968 | 1975 | 1982 | 1990 | 1999 | 2010 | 2019 |
| --------- | ---- | ---- | ---- | ---- | ---- | ---- | ---- | ---- |
| Einwohner | 346  | 343  | 295  | 299  | 278  | 268  | 292  | 323  |

## Sehenswürdigkeiten

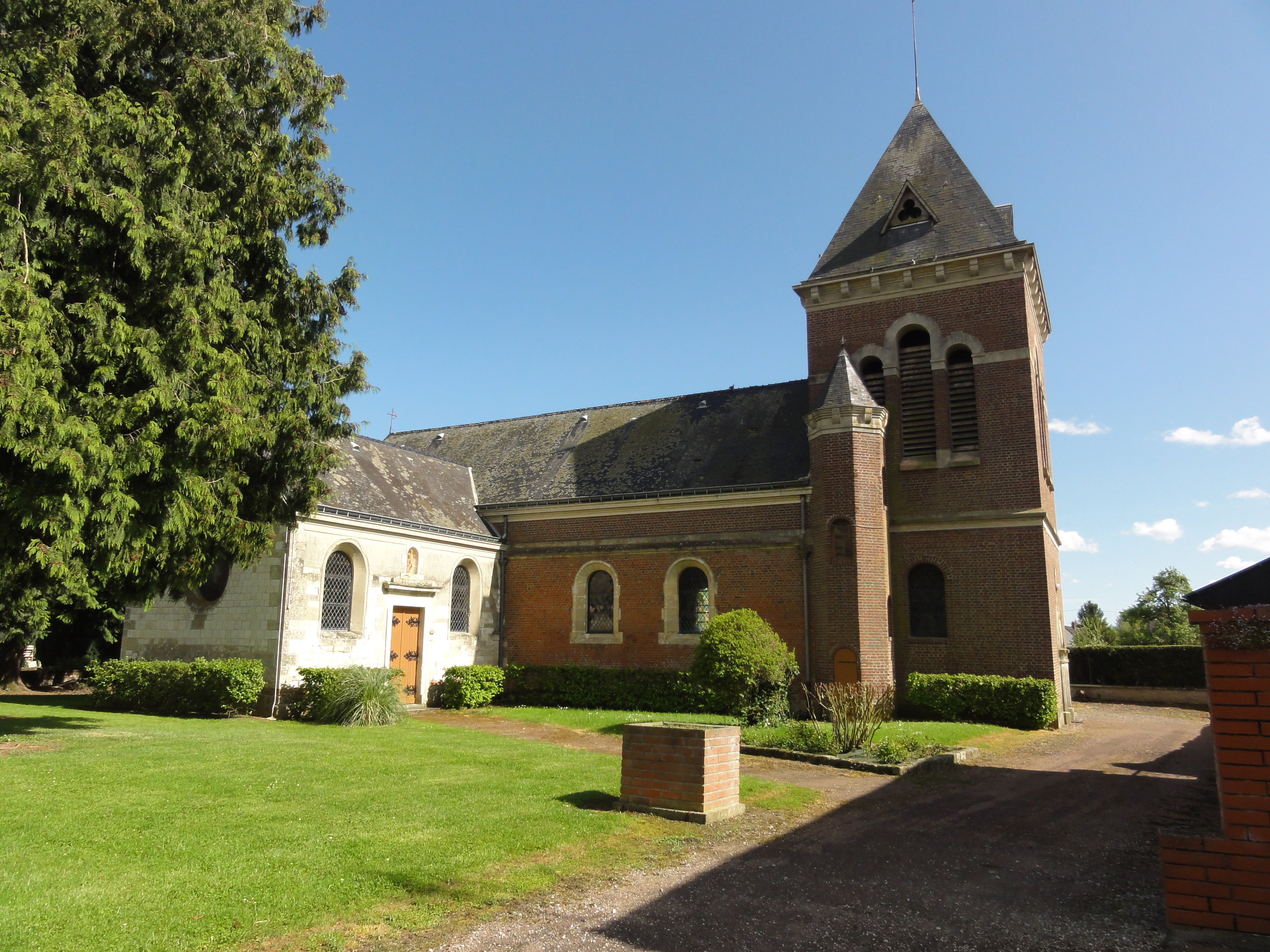
Kirche Saint-Quentin
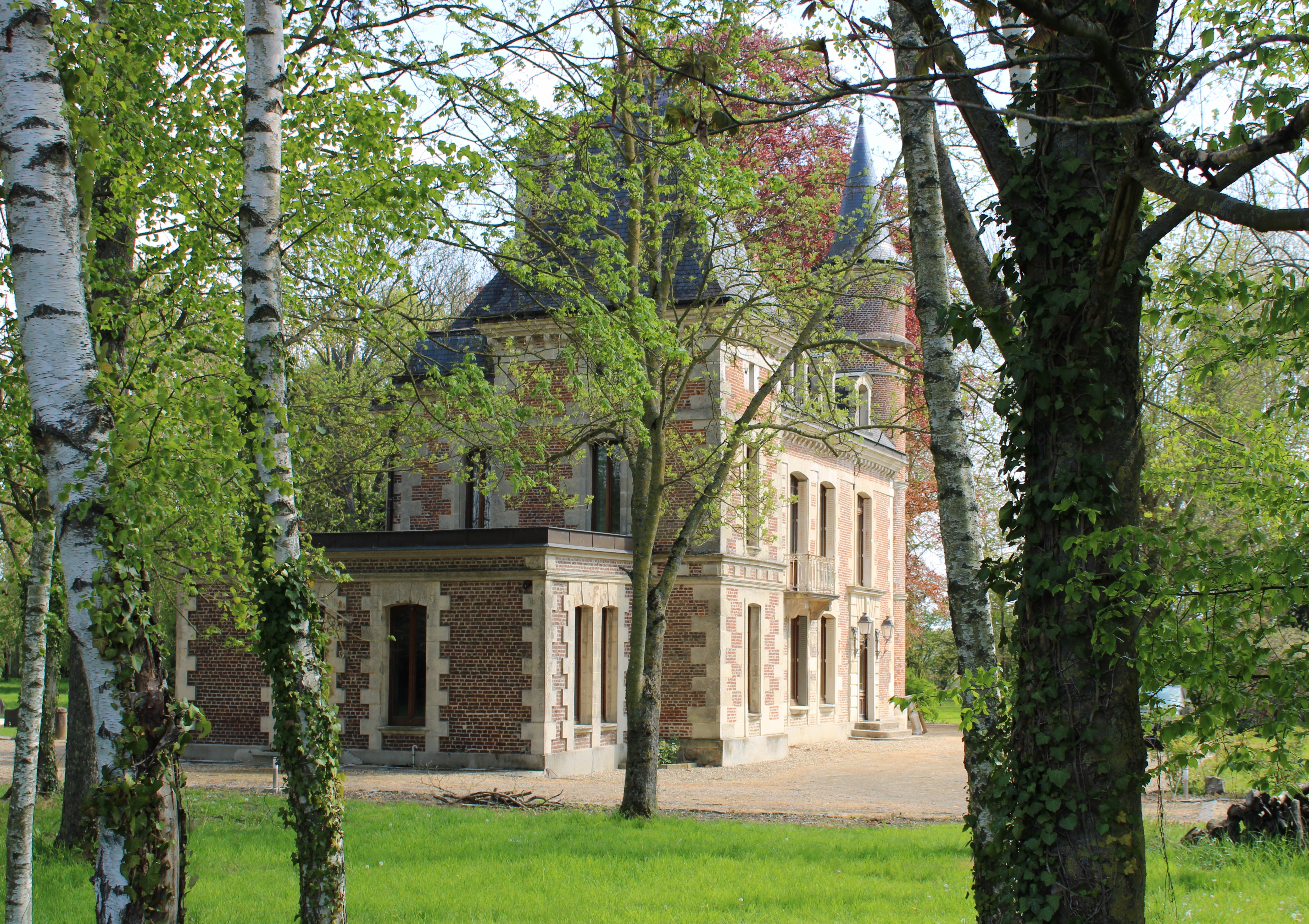
Schloss
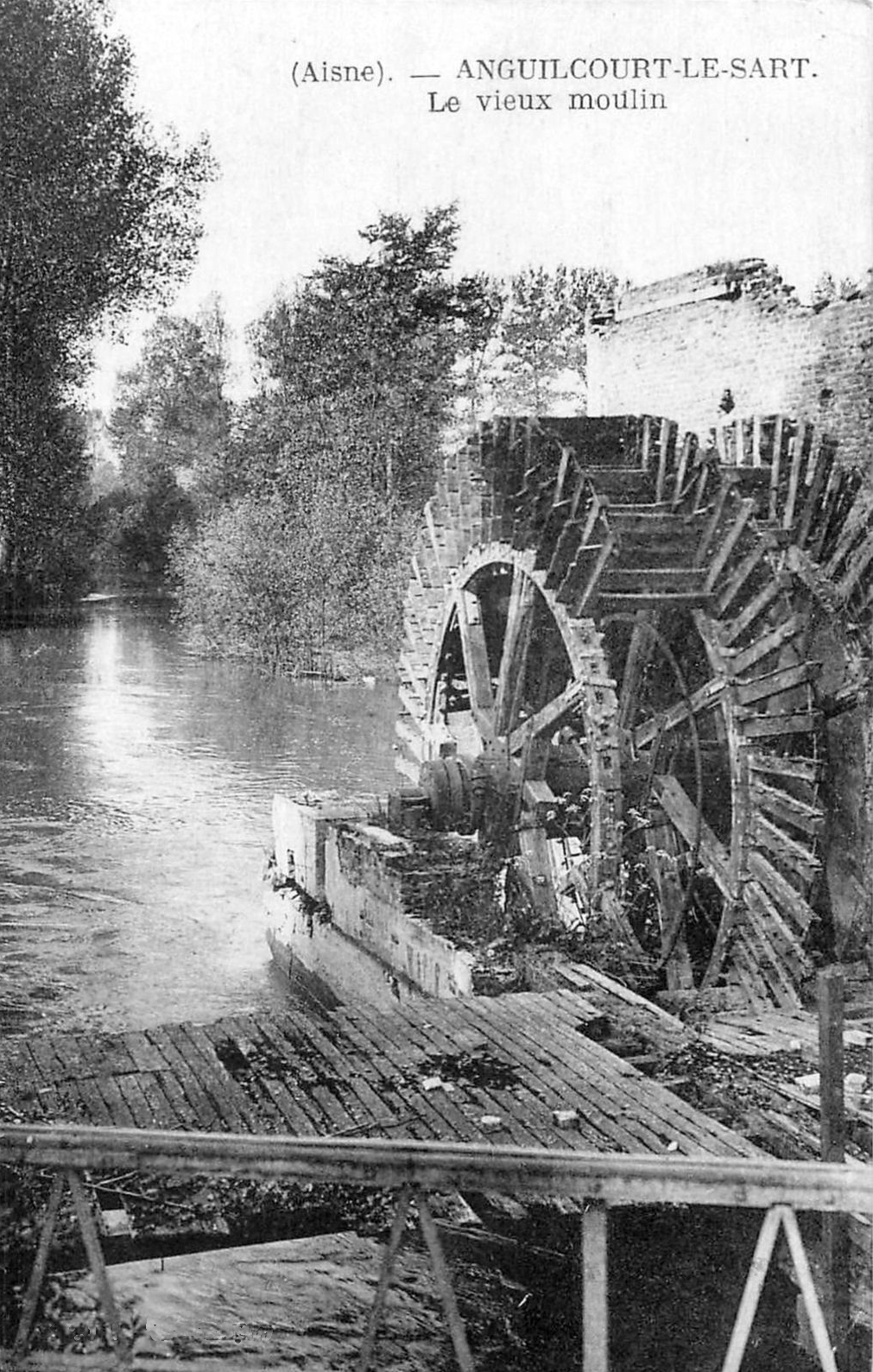
Ehemalige Wassermühle (Aufnahme aus dem Jahr 1910)
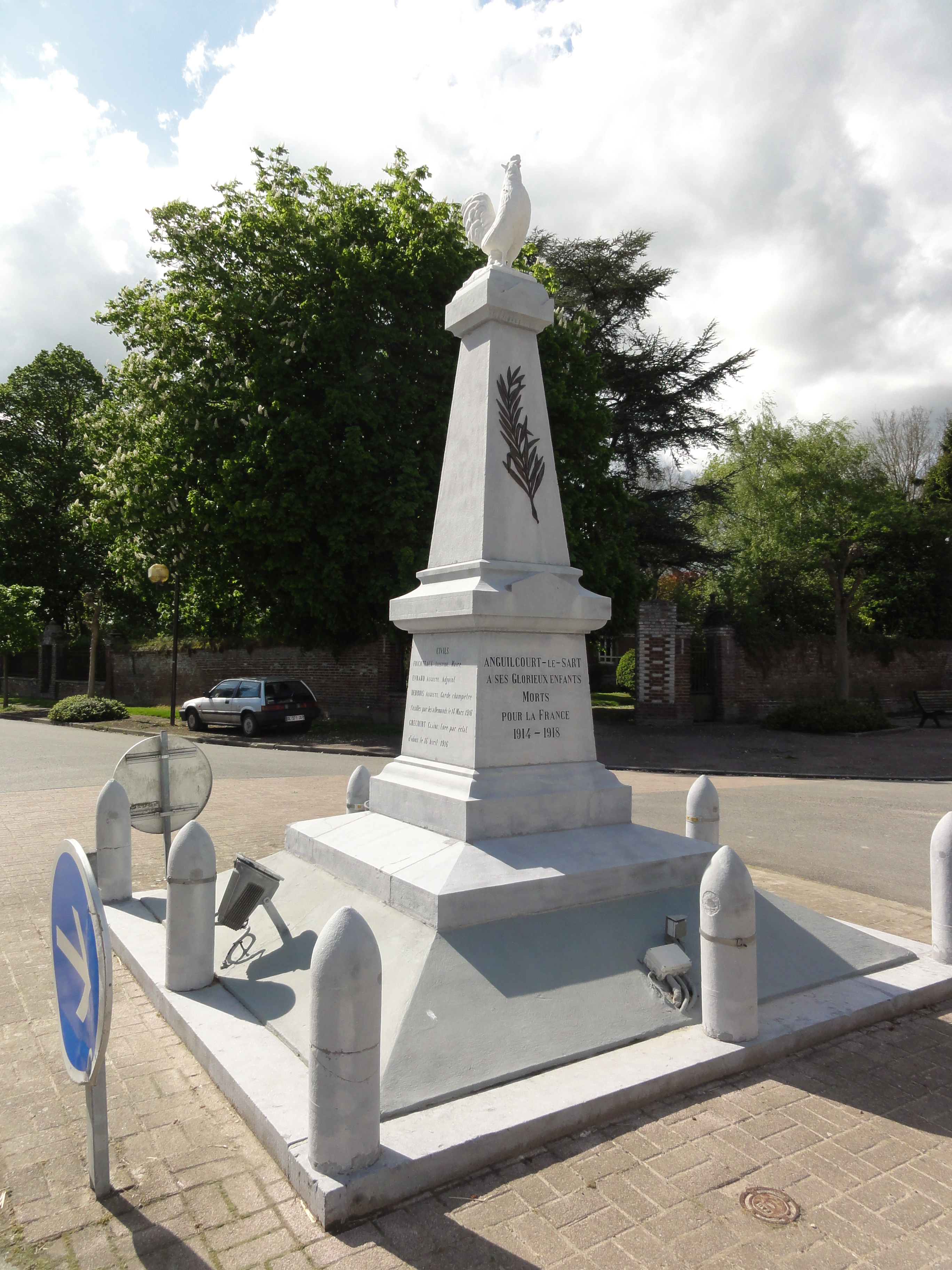
Gefallenendenkmal

- Schloss Anguilcourt-le-Sart

- Kirche Saint-Quentin
- Schloss
- Ehemalige Wassermühle (Aufnahme aus dem Jahr 1910)
- Gefallenendenkmal

## Persönlichkeiten
- Aimable Hageau (1756–1836), Wasserbauingenieur